# Johann Moller (Oberalter)
Johann Moller (* um 1540 in Hamburg; † 1606 ebenda) war ein Hamburger Oberalter.

## Herkunft und Familie
Moller stammt aus dem Hamburger Hanseatengeschlecht Moller vom Baum. Sein Vater war der Hamburger Senator Vincent Moller († 1554).
In erster Ehe heiratete er Gesche Matthiessen († 1580), Tochter des Senators Henning Matthiessen († 1565). Von den Töchtern aus dieser Ehe heiratete Gesche im Jahr 1587 Jacob Steinwich, Gertrud im Jahr 1595 den Oberalten im Kirchspiel Sankt Jacobi und späteren Senator Wilhelm von Düthen († 1620) und Elisabeth (1579–1656) im Jahr 1597 Veit Jordan, ein Sohn des Hamburger Ratsapothekers Hermann Jordan, und in zweiter Ehe 1601 den Senator und Amtmann in Ritzebüttel Heinrich Hartzwich († 1638). Mollers Sohn Vincent (1568–1625) heiratete Elisabeth Beckmann (1586–1657), Tochter des Bürgermeisters Barthold Beckmann (1549–1622), und wurde 1601 zum Senatssyndicus gewählt. Sein Sohn war der Bürgermeister Barthold Moller.
Des Oberalten Mollers zweite Ehefrau war Maria Kösters. Eine Tochter aus dieser Ehe, Maria (1586–1653), heiratete erst Johann Cordes und in zweiter Ehe im Jahr 1626 den Oberalten im Kirchspiel Sankt Katharinen Friedrich Hartken (1566–1639).

## Leben und Wirken
Moller wurde im Jahr 1576 Jurat im Kirchspiel Sankt Jacobi und im Jahr 1578 Bauhofsbürger. Im Jahr 1579 wurde Moller, als Nachfolger von Cord Bestenborstel, zum Oberalten im Kirchspiel Sankt Jacobi gewählt. Als solcher wurde er 1581 Kämmereibürger. In den Jahren 1583 und 1595 war er zudem auch Präses des Kollegiums der Oberalten. Im Jahr 1600 wurde er Leichnamsgeschworener und 1602 Vorsteher an der Sankt Gertrud-Kapelle. Johann Münden (1564–1638) folgte Moller im Jahr 1606 als Oberalter nach.
Am 2. September 1602 wählte die Hamburger Bürgerschaft 100 Bürger (die sogenannten Hundertmänner), zu denen Moller als ältester Oberalter auch gehörte, um einen neuen Rezess mit dem Senat zu erarbeiten. Während dieses Rezesses wurde am 29. Oktober 1602 unter Protest des Senats den Hundertmännern der seit 1497 unveränderte geheime Ratseid vorgelesen. Diese fanden den Eid aber „sehr schlecht und geringe“ und verlangten, dass der Senat den Ratseid, wie auch den Bürgereid, reformieren sollte. Nach mehreren Entwürfen wurde der neue Eid in einem Vergleich vom 22. Januar 1603 angenommen. Der 11. Hamburger Rezess wurde am 6. Oktober 1603 von der Bürgerschaft genehmigt.